# Moravská bouda
Moravská bouda (hist. niem. Dafte-baude) – schronisko w czeskich Karkonoszach na wysokości 1255 m n.p.m. nad Szpindlerowym Młynem na dużej polanie na wschodnim zboczu masywu Wielkiego Szyszaka. Schronisko znajduje się w niewielkiej odległości od granicy z Polską.

## Warunki
Schronisko dysponuje 52 miejscami noclegowymi w 14 pokojach. Przy samym schronisku dwie trasy narciarskie o długości 1200 i 300 m oraz trasa saneczkarska. Sauna, plac zabaw dla dzieci.

## Turystyka
- prowadzący ze Szpindlerowego Młyna do Petrovej boudy i dalej do Drogi Przyjaźni Polsko-Czeskiej